# Mesquer
Mesquer é uma comuna francesa na região administrativa do País do Loire, no departamento de Loire-Atlantique. Estende-se por uma área de 16.72 km². Em 2010 a comuna tinha 2 034 habitantes (densidade: 121,7 hab./km²).